# Music to Be Murdered By
Music to Be Murdered By는 미국 래퍼 에미넴의 열한 번째 스튜디오 앨범이다. 2020년 1월 17일 Aftermath Entertainment, Interscope Records 및 Shady Records에 의해 발표되었다. 이전 10번째 스튜디오 앨범 Kamikaze (2018)와 비슷한 방식으로 사전 발표없이 발표되었다.
이 앨범을 에미넴은 고인이 된 주스 월드(Juice Wrld)와 고인이 된 에미넴의 경호원 시아킬 반스(CeeAaqil Barnes)를 위해 헌정했다. 앨범 제목, 표지 및 컨셉은 Alfred Hitchcock과 Jeff Alexander 의 1958년 말 앨범 Alfred Hitchcock Presents Music to Be Murdered By에서 영감을 받았다고 한다. 에미넴은 앨범의 깜짝 발매와 함께 "Darkness"에 대한 뮤직 비디오도 공개했는데, 이 영화는 2017년 라스베이거스 가해자 스티븐 패드 독이 에미넴과 교대로 보는 2017년 라스베이거스를 중심으로 진행되고 있다.
이 앨범은 빌보드 200에서 첫 주에 27만 9천 앨범 등가 단위의 앨범을 판매하며 1위로 데뷔했다. 그 후, 에미넴은 미국에서 10개의 연속 앨범이 1위로 데뷔한 첫 번째 아티스트가 되었고, 6명의 아티스트 중 한 명이 적어도 10개의 미국 1위 앨범을 발매하였다.
앤디 번햄(Andy Burnham) 맨체스터 시장은 에미넴이 2017년 맨체스터 아레나 폭탄 테러를 경시하는 것에 대해 "이것은 불필요하게 상처를 주고 가족 및 피해를 입은 모든 사람들에게 깊은 경의를 표한다"고 답했다. 앨범의 주제 문제에 대한 비판은 에미넴이 공개 서신을 통해 Music to Be Murder By는 "비위가 약한 사람들을 위한 것"이 아니며, "양심에 충격을 주기 위해 고안된 것"이라고 응답하게 만들었다.

## 녹음 및 제작
2019년 셰이디 레코즈의 A&R 대표 마이크 헤럴든은 에미넴의 새 앨범 제작에 기여했다. 이것은 그의 회사 BeatleHustle에서 그의 평범한 프로세스에서 출발했다. BeatleHustle은 비트를 유명한 프로듀서에게 보내는 샘플 작곡가를 관리한다. 결국 에미넴의 오랜 파트너인 로이스 다 5'9"와 닥터 드레를 비롯하여 후자의 동료인 Dawaun Parker, Lawrence Jr., Dem Jointz, Erik Griggs를 포함하여 프로듀서 그룹이 프로젝트에 참여했다. 젊고 급성장하는 프로듀서 – DA Doman (타이가의 "Taste" 프로듀서) 및 Ricky Racks (퓨처의 "Crushed Up" 프로듀서)도 참여하였다.
앨범 제작에 관한 2020년 1월 롤링 스톤의 특징에 따르면, "래퍼 겸 프로듀서인 로렌스 주니어가 90년대 데스 로 레코드를 떠난 이후 닥터 드레와 산발적으로 작업해왔고, 여름부터 드러머는 닥터 드레와 함께 스튜디오에 들어갔다. 로렌스 주니어는 이 잡지에 "Dem Jointz는 프로듀서, 에릭 그리그는 키, 베이스, 기타를 연주하고, 다윈 파커는 키보드 연주자 겸 프로듀서, 나는 드러머이다. 우리는 드레의 본능을 알고 있고, 그는 감독이고, 조정자이다."라고 말했다.
앨범의 다른 공동 작업자에는 Black Thought, 큐팁, 주스 월드, 에드 시런, Young MA, 스카일라 그레이, Don Toliver, 앤더슨 팩, Kxng Crooked 및 Joell Ortiz이 있다. 트랙 "Godzilla"에서 에미넴은 랩 차트에서 가장 빠른 벌스를 3번째로 기록하여 초당 10.65 음절을 기록한 세 번째 구절을 녹음했다. 에미넴은 Nicki Minaj의 2018년 노래 "Majesty"에 대한 그의 피쳐링 벌스에서 보유한 자신의 기록을 능가했다. 그는 초당 10.3 음절을 말했으며 2013년 싱글 "Rap God"은 초당 9.6 음절을 말했다.

## 트랙 리스트
앨범의 라이너 노트에서 맞춘 크레딧.
| #            | 제목                                                                   | 작사·작곡 | 프로듀서                                                   | 재생 시간 |
| ------------ | ---------------------------------------------------------------------- | --- | ---------------------------------------------------------- | --------- |
| 1.           | 〈Premonition〉 (Intro)                                                | Marshall Mathers Andre Young Mark Batson Dawaun Parker Nikki Grier Jeff Alexander Luis Resto                                                              | 에미넴 닥터 드레 Batson Parker [b] Resto [b]               | 2:53      |
| 2.           | 〈Unaccommodating〉 (featuring Young M.A)                              | Mathers Katorah Marrero Tim Suby Resto | 에미넴 Suby [b]                                            | 3:36      |
| 3.           | 〈You Gon' Learn〉 (featuring Royce da 5'9" and White Gold)            | Mathers Ryan Montgomery Bobby Yewah Resto Carol Connors David Shire                                                                                       | 에미넴 [a] Resto [b] Royce da 5'9"                         | 3:54      |
| 4.           | 〈Alfred〉 (interlude)                                                 | Young Parker Andre Brissett Alexander | 닥터 드레 Parker Andre "Briss" Brissett                    | 0:30      |
| 5.           | 〈Those Kinda Nights〉 (featuring Ed Sheeran)                          | Mathers Ed Sheeran Fred Gibson Resto David Doman Adrienne Byrne                                                                                           | 에미넴 [a] D. A. Doman Fred Again [b]                      | 2:57      |
| 6.           | 〈In Too Deep〉                                                        | Mathers Suby Oliver Chanin Resto Sylvester Jordan | 에미넴 [a] Suby                                            | 3:14      |
| 7.           | 〈Godzilla〉 (featuring Juice Wrld)                                    | Mathers Jarad Higgins Resto Doman Alejandro Villasana | 에미넴 [b] Doman                                           | 3:30      |
| 8.           | 〈Darkness〉                                                           | Mathers Montgomery Resto Paul Simon | 에미넴 Royce da 5'9" Resto [b]                             | 5:37      |
| 9.           | 〈Leaving Heaven〉 (featuring Skylar Grey)                             | Mathers Holly Hafermann Elliott Taylor | 에미넴 [a] Skylar Grey                                     | 4:25      |
| 10.          | 〈Yah Yah〉 (featuring Royce da 5'9", Black Thought, Q-Tip and Denaun) | Mathers Montgomery Tariq Trotter Denaun Porter Trevor Smith Rashad Smith Galt MacDermot James Brown Charles Bobbit Fred Wesley William Hines Andre Weston | Mr. Porter                                                 | 4:46      |
| 11.          | 〈Stepdad〉 (intro)                                                    | Young | 닥터 드레                                                  | 0:15      |
| 12.          | 〈Stepdad〉                                                            | Mathers Daniel Maman Resto Luis Alberto Spinetta Black Amaya Carlos Cutaia                                                                                | 에미넴 The Alchemist Resto [b]                             | 3:33      |
| 13.          | 〈Marsh〉                                                              | Mathers Resto | 에미넴 Resto [b]                                           | 3:20      |
| 14.          | 〈Never Love Again〉                                                   | Mathers Young Resto Dwayne Abernathy, Jr. Trevor Lawrence Jr. Parker                                                                                      | 에미넴 [b] 닥터 드레 Dem Jointz Trevor Lawrence Jr. Parker | 2:57      |
| 15.          | 〈Little Engine〉                                                      | Mathers Young Erik Griggs Lawrence Parker Alexander | 닥터 드레 Erik "Blu2th" Griggs Lawrence Parker             | 2:57      |
| 16.          | 〈Lock It Up〉 (featuring Anderson .Paak)                              | Mathers Brandon Anderson Young Parker Griggs Lawrence Abernathy                                                                                           | 닥터 드레 Parker Griggs Lawrence Dem Jointz                | 2:50      |
| 17.          | 〈Farewell〉                                                           | Mathers Resto Ricky Harrell Jr. Dave Kelly Craig Marsh | 에미넴 [b] Ricky Racks                                     | 4:07      |
| 18.          | 〈No Regrets〉 (featuring Don Toliver)                                 | Mathers Caleb Toliver Doman Daniel Kostov Justin Thomas Anders Olofsson                                                                                   | 에미넴 [b] D.A. Doman                                      | 3:20      |
| 19.          | 〈I Will〉 (featuring Kxng Crooked, Royce da 5'9" and Joell Ortiz)     | Mathers Dominick Wickliffe Montgomery Joell Ortiz Resto                                                                                                   | 에미넴 Resto [b]                                           | 5:02      |
| 20.          | 〈Alfred〉 (Outro)                                                     | Young Parker Brissett Alexander | 닥터 드레 Parker Brissett                                  | 0:39      |
| 총 재생 시간 | 총 재생 시간                                                           | 총 재생 시간 | 총 재생 시간                                               | 64:22     |

주석
- ^[a] 는 공동 프로듀서를 의미한다
- ^[b] 는 추가 프로듀서를 의미한다.

- "Premonition (Intro)"와 "Alfred (Interlude)"에는 알프레드 히치콕과 Jeff Alexander가 쓴 "Music to be Murdered By"의 샘플이 들어있다.
- "You Gon 'Learn"에는 Carol Connors 와 David Shire가 쓴 Billy Preston과 Syreeta가 부른 "With You I'm Born Again"의 샘플이 들어 있다.
- "Darkness"에는 Nouela가 수행 한 Paul Simon이 쓴 " Sound of Silence " 의 발췌문이 포함되어 있다.
- "Godzilla"의 소개에는 Mario Caiano 가 감독 한 1965년 이탈리아의 고딕 공포 영화 Nightmare Castle 의 샘플이 들어 있다.
- "Yah Yah"에는 " Woo Hah! ! 모두 확인했다 ", Busta Rhymes가 수행 한 Trevor Smith와 Galt MacDermot가 작성했으며 James Brown, Charles A. Bobbit, Fred Wesley, Willie D. Hines 및 Andre G. Weston이 저술 한" The Want EFX " Das EFX
- "Stepdad"는 Pescado Rabioso가 수행 한 Luis Alberto Spinetta, Juan Carlos Amaya 및 Carlos Cuatia가 작성한 "Amame Peteribi"의 발췌문을 포함한다.
- "리틀 엔진"에는 Alfred Hitchcock이 수행 한 Jeff Alexander가 쓴 "당신과 함께 기회의 유령을 서두르지 마십시오"샘플이 들어 있다.
- "Farewell"에는 Dave Kelly 와 Craig Marsh가 쓴 "No Games"의 Serani가 발췌 한 내용이 포함되어 있다.
- "Alfred (Outro)"에는 Alfred Hitchcock이 수행 한 Jeff Alexander가 쓴 "The Hour of Parting"샘플이 들어 있다.

## 차트
| 차트 (2020)                          | 피크 위치 |
| ------------------------------------ | --------- |
| 오스트레일리아 앨범 (ARIA)           | 1         |
| 오스트리아 앨범 (Ö3 오스트리아)      | 1         |
| 벨기에 앨범 (울트라탑 플랑드르)      | 1         |
| 벨기에 앨범 (울트라탑 왈로니아)      | 5         |
| 캐나디안 앨범 (빌보드)               | 1         |
| 체코 앨범 (ČNS IFPI)                 | 1         |
| 덴마크 앨범 (히트리스트)             | 1         |
| 네덜란드 앨범 (메하하르츠)           | 1         |
| Estonian Albums (Eesti Tipp-40)      | 1         |
| 핀란드 앨범 (수오멘 비랄리넨 리스타) | 1         |
| v (SNEP)                             | 4         |
| 독일 앨범 (Offizielle 탑 100)        | 2         |
| Greek Albums (IFPI)                  | 1         |
| 헝가리 앨범 (MAHASZ)                 | 15        |
| 아일랜드 앨범 (OCC)                  | 1         |
| Italian Albums (FIMI)                | 4         |
| 일본 앨범 (오리콘)                   | 38        |
| Japan Hot Albums (빌보드 재팬)       | 42        |
| Lithuanian Albums (AGATA)            | 1         |
| New Zealand Albums (RMNZ)            | 1         |
| 노르웨이 앨범 (VG-리스타)            | 1         |
| 폴란드 앨범 (ZPAV)                   | 5         |
| 포르투갈 앨범 (AFP)                  | 2         |
| 스코틀랜드 앨범 (OCC)                | 2         |
| 대한민국 앨범 (가온)                 | 52        |
| 스페인 앨범 (PROMUSICAE)             | 14        |
| 스웨덴 앨범 (스베리예토프리스탄)     | 2         |
| 1                                    |           |
| 영국 음반 (OCC)                      | 1         |
| 영국 알앤비 앨범 (OCC)               | 1         |
| 미국 빌보드 200                      | 1         |
| 미국 탑 알앤비/힙합 앨범 (빌보드)    | 1         |

## 인증
| 국가                               | 인증     | 판매량/출하량   |
| ---------------------------------- | -------- | --------------- |
| 오스트레일리아 (ARIA)              | 골드     | 35,000          |
| 캐나다 (뮤직 캐나다)               | 플래티넘 | 80,000          |
| 중국                               | —        | 342,281         |
| 덴마크 (IFPI Danmark)              | 플래티넘 | 20,000          |
| 프랑스 (SNEP)                      | 골드     | 50,000          |
| 이탈리아 (FIMI)                    | 골드     | 25,000          |
| 뉴질랜드 (RMNZ)                    | 플래티넘 | 15,000          |
| 영국 (BPI)                         | 골드     | 100,000         |
| 미국 (RIAA)                        | 골드     | 500,000/287,000 |
| 판매량+스트리밍을 기반으로 한 인증 |          |                 |

## 같이 보기
- 살인 발라드